# Dmitri Nikolajewitsch Frolow
Dmitri Nikolajewitsch Frolow (russisch Дмитрий Николаевич Фролов; * 22. August 1966 in Temirtau, Kasachische SSR) ist ein ehemaliger russischer Eishockeyspieler.

## Karriere
Dmitri Frolow begann seine Karriere als Eishockeyspieler bei Dinamo Charkiw, für dessen Profimannschaft er von 1985 bis 1987 in der Perwaja Liga, der zweiten sowjetischen Spielklasse, aktiv war. Anschließend wechselte der Verteidiger zu Dinamo Riga, für das er zwei Jahre lang in der Wysschaja Liga auf dem Eis stand. Dort konnte er überzeugen, woraufhin er vom HK Dynamo Moskau verpflichtet wurde, mit dem er in den Spielzeiten 1989/90 und 1991/92 jeweils den sowjetischen Meistertitel gewann. Zur Saison 1992/93 wechselte er zum SKA Sankt Petersburg aus der Internationalen Hockey-Liga. Zur Saison 1993/94 schloss er sich dem HC Devils Milano aus der italienischen Serie A1 an, mit dem er auf Anhieb den nationalen Meistertitel gewann. Nach einem weiteren Jahr in Mailand, trat er in der Saison 1995/96 für den EHC Lustenau aus der Österreichischen Bundesliga an. Zur folgenden Spielzeit wurde der Russe von den Wedemark Scorpions aus der Deutschen Eishockey Liga verpflichtet. Für diese erzielte er in insgesamt 55 Spielen zwei Tore und 15 Vorlagen. 
Zur Saison 1997/98 kehrte Frolow zum HK Dynamo Moskau zurück, der inzwischen an der russischen Superliga teilnahm. Dort blieb er ebenso ein Jahr lang wie anschließend bei den Ligarivalen HK Awangard Omsk und HK ZSKA Moskau. In der Saison 2001/02 lief er für den HK MGU Moskau in der Eastern European Hockey League auf. Zuletzt spielte der ehemalige Nationalspieler in der Saison 2004/05 für Barys Astana. Mit der Mannschaft nahm er parallel am Spielbetrieb der kasachischen Eishockeymeisterschaft sowie der Perwaja Liga, der mittlerweile dritten russischen Spielklasse, teil. Anschließend beendete er seine Karriere im Alter von 39 Jahren. 

### International
Für Russland nahm Frolow an den Weltmeisterschaften 1993, 1994 und 1995 teil. Bei der WM 1993 gewann er mit seiner Mannschaft die Goldmedaille.

## Erfolge und Auszeichnungen
- 1990 Sowjetischer Meister mit dem HK Dynamo Moskau
- 1991 Sowjetischer Meister mit dem HK Dynamo Moskau
- 1992 Sowjetischer Meister mit dem HK Dynamo Moskau
- 1994 Italienischer Meister mit dem HC Devils Milano

### International
- 1993 Goldmedaille bei der Weltmeisterschaft